# Bellevigne
Bellevigne é uma comuna francesa na região administrativa da Nova Aquitânia, no departamento de Charente. Estende-se por uma área de 43.77 km². Em 2010 a comuna tinha 1 349 habitantes (densidade: 30,8 hab./km²).
Foi criada em 1 de janeiro de 2017, a partir da fusão das antigas comunas de Malaville (sede da comuna), Éraville, Nonaville, Touzac e Viville.